# Wanja Müller
Wanja Müller (* 1977/1978 in Berlin) ist ein ehemaliger deutscher American-Football-Spieler und jetziger -Trainer.

## Laufbahn
Müller, Vetter des früheren Basketballspielers Patrick Falk und Neffe des Radsportlers Rainer Müller, galt Ende der 1990er Jahre als der beste Quarterback seines Alters in Europa. 1997 trat der 1,85 Meter große Spieler im Vorfeld des Super Bowl mit einer Europaauswahl in New Orleans gegen Mexiko an. Er spielte für die Berlin Adler, war mit 20 Jahren Stammquarterback der Hauptstädter und gehörte der deutschen Nationalmannschaft an. 1998 war er Quarterback der Kiel Baltic Hurricanes. 1999 stand er im Aufgebot von Berlin Thunder (NFL Europe). 2000 und 2001 spielte Müller für die New Yorker Lions, in beiden Jahren wurde er mit den Niedersachsen deutscher Vizemeister. 2001 gewann er mit der deutschen Nationalmannschaft den EM-Titel. Nach dem Aufstieg der Berliner Adler in die GFL zog sich Müller Mitte Mai 2002 in einem Spiel mit den Adlern gegen Köln im Jahnsportpark eine Halswirbelverletzung zu, in deren Folge eine Lähmung drohte.
Müller musste seine Spielerlaufbahn beenden und war ab 2002 als Trainer bei den Berlin Adlern tätig. In der Jugend der Berliner gehörte seinerzeit auch Björn Werner zur Mannschaft, er trainierte ebenfalls das Damen-Team der Adler. 2003 wechselte Müller zu den Cologne Centurions in die NFL Europe und betreute dort die Runningbacks. 2005 wurde Müller Mitglied des Trainerstabs bei Berlin Thunder (ebenfalls NFL Europe). Ab 2006 war er bei den Thunder auch für die Koordinierung der Spieler mit Spezialaufgaben zuständig. Müller hospitierte bei der NFL-Mannschaft Kansas City Chiefs.
Zur Saison 2012 übernahm er das Cheftraineramt bei den Berlin Adlern. Im September 2013 trat er aus gesundheitlichen Gründen von dem Posten zurück. Zu Beginn des Jahres 2014 wechselte Müller nach Russland und wurde Cheftrainer der Mannschaft Moskau Black Storm, zudem wurde er leitend beim russischen Footballverband für die Weiterentwicklung von Spielern und der Sportart tätig. Im Sommer 2014 kehrte er nach Berlin zurück, wo er beruflich für einen Fahrdienstleister tätig wurde.